# 音楽箱・ミュージックボックス
音楽箱・ミュージックボックスは、2006年10月からKBCラジオで放送している夜の音楽番組である。
パーソナリティは、上野奈生。

## 放送時間

### 現在の放送時間
- 土曜日：22:55～23:25(JST)（2008年4月～）

### 過去の放送時間
- 土曜日：23:05～23:25(JST)（2006年10月～2007年3月）
- 木曜日：24:05～24:30(JST)（2007年4月～2008年3月）

## 番組内容
毎週、最近話題のアーティストの曲を紹介する番組。

実際は、上野とアーティストによるフリートークが基本構成の番組である。